# Кинетопластиды
Кинетопласти́ды (лат. Kinetoplastea) — класс жгутиконосных протистов, включающий как разнообразные свободноживущие формы, обитающие в почве и водоёмах, так и паразитов, поражающих представителей всех главных групп эукариот, в том числе и других простейших. Паразитирующие виды могут иметь как одного хозяина (как правило, беспозвоночного), так и двух, где второй хозяин относится к животным или растениям. Кинетопластиды входят в состав типа эвгленозоев, отличаясь от остальных представителей типа наличием кинетопласта — ДНК-содержащего образования внутри единственной гигантской митохондрии, ассоциированного с основаниями жгутиков.

## Описание
Большинство форм имеют лидирующий и отстающий жгутики, последний при этом может быть прикреплён к боковой поверхности клетки и часто используется для прикрепления к поверхностям или скольжения по ней. Цитостом часто ограничен гребнем или рострумом. 
Bodo — типичный род, включающий разнообразные виды, питающиеся бактериями (другие: Cryptobia и Trypanoplasma).
Один из отрядов кинетопластид — трипаносоматиды, состоящее из облигатных паразитов паукообразных, насекомых, растений и позвоночных, имеют единственный выраженный жгутик. Цитостом у трипаносоматид отсутствует или редуцирован, и они питаются за счёт поглощения веществ поверхностью клетки. Кинетопласт обычно имеет меньшие размеры. Они, как правило, имеют сложный жизненный цикл с участием более чем одного хозяина, и проходят различные морфологические стадии развития. Наиболее отличительной из них является трипомастиготная стадия, во время которой жгутик проходит вдоль клетки и связан с ней, формируя ундулирующую мембрану. Представители рода Trypanosoma вызывают  сонную болезнь и болезнь Шагаса, рода Leishmania — лейшманиоз.

## Классификация
Kinetoplastida как порядок впервые описан Хонигбергом в 1963 году. Традиционно таксон делили на 2 семейства: двужгутиковых Bodonidae и одножгутиковых Trypanosomatidae. В дальнейшем оба семейства повысили в ранге до отрядов Bodonida и Trypanosomatida, потом первый из них разделили на отряды Eubodonida, Neobodonida и Parabodonida.
На февраль 2020 года класс подразделяют на 2 подкласса и 5 отрядов, а также 2 рода, не входящих ни в один из отрядов:
- Подкласс Metakinetoplastina
  - Отряд Eubodonida
  - Отряд Neobodonida
  - Отряд Parabodonida
  - Отряд Trypanosomatida
- Подкласс Prokinetoplastina
  - Отряд Prokinetoplastida
- Роды incertae sedis